# ألان ويستون
ألان ويستون (30 سبتمبر 1907 بليستر في المملكة المتحدة - 10 يونيو 1997 في المملكة المتحدة) (بالإنجليزية: Alan Weston)‏ هو لاعب كريكت بريطاني (وحمل سابقاً جنسية المملكة المتحدة لبريطانيا العظمى وأيرلندا). لعب مع نادي مقاطعة ليسترشاير للكريكت ‏.

## وصلات خارجية
- ألان ويستون على موقع إي آس بي آن كريك إنفو (الإنجليزية)